# Анфим Римский
Анфим (умер в 303 году) — священномученик Римский. День памяти — 11 мая.
Святой Анфим, Антимус (Anthimus of Rome, Sant’Antimo), согласно Acta Sancti Anthimi, пострадал вместе с восемью иными мучениками, имена которых Максим, Васс (Basso), Фабий (Fabio), Сисиний (Sisinnio), Диоклетиан (Diocleziano), Флорентий (Fiorenzo), а также Фалтоний Пиниан (Faltonio Piniano) и Аникия Лукина (Anicia Lucina).
По преданию, св. Анфим родился в Вифинии. Будучи христианским священником, он был брошен в тюрьму во времена римских императоров Диоклетиана и Максимиана.

## Предание
Согласно Acta Sancti Anthimi, Фалтоний Пиниан, женой которого была христианка Аникия Лукина (или Лукиния), племянница императора Галлиена (Gallienus), получил место проконсула в Азии во времена правления императоров Максимиана и Диоклетиана. После кончины своего советника Керемона (Cheremone), известного своими гонениями на христиан, Фалтоний заболел смертельной болезнью. Аникия, исчерпав традиционные методы лечения, обратилась к томившимся в тюрьме христианам, к которым она была милосердна. Бывший среди них Анфим обратил Пиниана ко Господу, и тот исцелился. В благодарность Пиниан освободил из заключения всех христиан своей провинции и поселил их на своих виллах в Сабине и Пицене. Так диаконы Сисиний, Диоклетиан и Флорентий обосновались в Озимо. Однако тремя годами спустя они были забиты камнями за отказ отречься от христианства.
Святой Анфим был поселен на губернаторской вилле, что на XXII версте Соляной дороги.
Обосновавшись в Италии, св. Анфим многих обратил ко Господу. С его именем связывают многочисленные чудеса. Так он обратил ко Господу служителя Сильвану и всю его семью. Будучи обвинён в разрушении симулякра Сильвану, Святой Анфим был брошен в Тибр с камнем на шее. По преданию, он был чудесным способом спасён ангелом. Впоследствии он был схвачен и обезглавлен по приказу консула Приска (Priscus). Святой Анфим был погребён в своей молельне.
Вслед за ним пришёл черёд святого Максима. Через несколько дней, 19 или 20 октября он был обезглавлен и погребён в часовне на XXX версте Соляной дороги. Там же проповедовал святой Васс, который не отрёкся от Господа и отказался принести жертву Вакху и Церере, за что был зверски умучен на (Новом форуме). Та же участь постигла Фабия, умученного на Собяной дороге. Фалтоний Пиниан и Аникия Лукина почили с миром в Риме.

## Почитание
Святого Анфима особо почитали в Куре (нынешняя фракция Passo Corese в коммуне Фара-ин-Сабина), где в честь святого были освящены многие храмы. Иные предания называют св. Анфима епископом Терни, Сполето и Фолиньо. Во времена римского синода 501 года епископ Курийский подписывался как епископ епархии святого Анфима.
Могила св. Анфима в Моньемаджоре была местом паломничества и поклонения. Впоследствии Шарлемань перенёс мощи святого в Тоскану, где в Монтальчино в его честь был освящено аббатство.